# Mahrez Mebarek
Mahrez Mebarek (arabe : محرز مبارك) est un nageur algérien, spécialiste des épreuves de sprint en nage libre (400 m et 800 m), né le 11 février 1985, en Algérie.
Il est plusieurs fois détenteur du record algérien de longue distance nage libre (400, 800 et 1500 m).

## Carrière
Mahrez Mebarek remporte aux Championnats d'Afrique de natation 2002 au Caire la médaille d'argent sur 200 mètres nage libre. Aux Jeux africains de 2003 à Abuja, il est médaillé d'or du 4 × 100 m nage libre, médaillé d'argent du 4 × 200 m nage libre et médaillé de bronze du 400 mètres nage libre ainsi que du 4 × 100 m quatre nages.
Il participe ensuite aux Jeux afro-asiatiques de 2003 à Hyderabad, où il est médaillé d'or du 400 mètres nage libre et des relais 4 x 100 mètres nage libre et 4 x 200 mètres nage libre, médaillé d'argent du 200 mètres nage libre et du relais 4 x 100 mètres quatre nages et médaillé de bronze du 200 mètres dos.
Il est finaliste aux championnats du monde en octobre 2004 à Indianapolis au relais 4x200m nage libre en compagnie de Mebarek Mahrez, Daid Sofiane, Aghiles Slimani et Kebbab Nabil[réf. nécessaire].
Mebarek a fait ses débuts olympiques aux Jeux olympiques d'été de 2004 à Athènes, où il s'est qualifié pour deux épreuves de natation. Au 400 m nage libre, il a défié sept autres nageurs dans la troisième manche, où le Sud-Coréen Park Tae-Hwan a été disqualifié pour un faux départ. Mebarek a devancé le Slovène Bojan Zdešar pour prendre une quatrième place et plonger sous une barrière de 4 minutes par 0,90 de seconde en 3:59,10,. Dans sa deuxième épreuve, 200 m nage libre, Mebarek a partagé une trente-cinquième place à égalité avec Aleksandar Malenko de Macédoine dans la ronde préliminaire avec un temps de 1:53.00,.
Il est médaillé d'or du 4 x 200 mètres nage libre aux Jeux panarabes de 2007 au Caire.
Aux Jeux olympiques d'été de 2008 à Pékin, Mebarek s'est qualifié pour la deuxième fois au 200 m nage libre masculin en éclipsant un temps d'entrée standard de la FINA B de 1:52.03 de l'Open de natation EDF à Paris, France,. Il a défié six autres nageurs lors de la deuxième manche, dont le quadruple olympien Andrei Zaharov, de Moldavie. Il a devancé le Kazakhstanais Artur Dilman pour prendre une troisième place par 0,24 de seconde, enregistrant son meilleur record à vie de 1:52,66. Mebarek n'a pas réussi à se qualifier pour les demi-finales, puisqu'il s'est classé cinquante-premier au classement général dans les préliminaires.
Aux Championnats d'Afrique de natation 2010 à Casablanca, il obtient la médaille de bronze sur 4 x 200 mètres nage libre.